# Хоккей на траве на летних Олимпийских играх 1972 (составы)
Хоккей на траве на летних Олимпийских играх 1972 (составы) — перечень составов шестнадцати мужских команд-участников турнира по хоккею на траве на летних Олимпийских играх 1972 года в Мюнхене.

## Аргентина
Аргентину представляли следующие игроки:
- Эрнесто Баррейрос
- Фернандо Кальп
- Хулио Сезар Куфре
- Флавио де Джакоми
- Херардо Лоренцо
- Эктор Маринони
- Освальдо Монти
- Хорхе Пиччоли
- Даниэль Португес
- Альфредо Квакварини
- Орасио Роньони
- Хулио Сеголини
- Альберто Саббионе
- Хорхе Саббионе
- Габриэль Скалли
- Овидио Содор

## Австралия
Следующие игроки представляли Австралию:
- Брайан Гленкросс
- Роберт Хэйг
- Роберт Эндрю
- Грег Браунинг
- Рик Чарльзуорт
- Пол Диринг
- Том Голдер
- Уэйн Хэммонд
- Джеймс Мейсон
- Терри МакАскелл
- Патрик Нилан
- Десмонд Пайпер
- Грэм Рид
- Рон Райли
- Дон Смарт
- Рональд Уилсон

## Бельгия
Следующие игроки представляли Бельгию:
- Жан-Мари Бюиссе
- Карл-Эрик Вандерборт
- Марк Легрос
- Эрик Стоупель
- Шарли Буви
- Мишель Де Седелер
- Патрик Гиллард
- Даниэль Дюпон
- Жан-Клод Моро
- Жан-Франсуа Жиль
- Филипп Коллен
- Жан Туссен
- Рауль Ронсманс
- Арман Соли
- Мишель Девиль
- Гай Мизерк
- Жан-Андре Зембш

## Великобритания
Следующие игроки представляли Великобританию:
- Остин Сэвидж
- Питер Миллс
- Пол Свехлик
- Руй Салданья
- Тони Экинс
- Кит Синклер
- Берни Коттон
- Джо Ахмад
- Деннис Хэй
- Ричард Оливер
- Майкл Кроу
- Терри Грегг
- Майкл Корби
- Грэм Эванс
- Джон Френч
- Кристофер Лэнгхорн
- Питер Марш

## Индия
Индию представляли следующие игроки:
Вратари
- Чарльз Корнелиус
- Мануэль Фредерик

Защитники
- Виктор Филлипс
- Мухбайн Сингх
- Вариндер Сингх
- Майкл Киндо
- Аслам Шер Хан

Полузащитники
- Аджитпал Сингх
- Хармик Сингх
- Кришнамурти Перумал

Нападающие
- Говинда Биллимогапуттатствами
- Кулвант Сингх
- Ашок Кумар
- Ганеш Моллерапувайя
- Харчаран Сингх
- Харбиндер Сингх
- Аджит Сингх

## Испания
Следующие игроки представляли Испанию:
- Луис Каррера
- Антонио Ногес
- Франциско Сегура
- Хуан Амат
- Франсиско Фабрегас
- Хосе Алустиса
- Хайме Арбос
- Хорхе Фабрегас
- Франциско Амат
- Хосе Саллес
- Рамон Кинтана
- Хорхе Каминья
- Агустин Чуррука
- Хуан Арбос
- Хуан Кинтана
- Луис Антонио Туозе
- Хосе Боррель
- Хайме Амат

## Кения
Кению представляли следующие игроки:
- Амарджит Сингх Марва
- Джагмел Сингх Рупрай
- Автар Сингх Сохал
- Харвиндер Сингх Марва
- Сурджит Сингх Рихал
- Решам Сингх Бэйнс
- Джагджит Сингх Кулар
- Дэвиндер Сингх Диган
- Лео Фернандес
- Браджиндер Сингх Дэвид
- Тарлочан Сингх Чана
- Филип Д'Суза
- Сурджит Сингх Панесар
- Мохамед Аджмал Малик
- Харвиндер Пал Сингх Сибиа
- Ренни Перейра
- Сильвестр Ашиоя
- Ранджит Сингх Семи

## Малайя
Следующие игроки представляли Малайзию:
- Хайр-уд-Дин бин Зайнал
- Фрэнсис Белавантеран
- Шри Шанмуганатан
- Брайан Санта-Мария
- Пханг По Мэн
- Вонг Чун Хин
- Сингарам Баласингам
- Саид Самат
- Сулейман Сайбот
- Франко Де Круз
- Муругесан Махендран
- Харнахал Сингх Сева
- Ян Сио Мин
- Омар Мохамед Разали Йеп
- Рамалингам Патмараджа

## Мексика
Следующие игроки представляли Мексику:
- Дэвид Севилья
- Ноэль Гутьеррес
- Орландо Вентура
- Хавьер Варела
- Мануэль Фернандес
- Гектор Вентура
- Хосе Мигель Уакуха
- Оскар Уакуя
- Адан Норьега
- Хосе Мария Маскаро
- Франсиско Рамирес
- Энрике Филотео
- Виктор Контрерас
- Рубен Васконселос
- Хосе Луис Партида
- Мануэль Норьега
- Хуан Кальдерон

## Нидерланды
Следующие игроки представляли Нидерланды:
- Андре Больюис
- Маринус Дийкерман
- Тийс Каандерс
- Коэн Краненберг
- Тис Крёйзе
- Воутер Лиферс
- Флип ван Лидт ле Жуд
- Пол Литженс
- Ирвинг ван Нес
- Мартен Сиккинг
- Франс Спитс
- Нико Спитс
- Барт Таминио
- Кик Толе
- Пит Вимерс
- Йерун Звертс

## Новая Зеландия
Следующие игроки представляли Новую Зеландию:
- Джефф Арчибальд
- Тур Боррен
- Ян Боррен
- Джон Кристенсен
- Грег Дейман
- Крис Айнесон
- Росс Макферсон
- Барри Майстер
- Селвин Майстер
- Артур Паркин
- Рамеш Патель
- Алан Паттерсон
- Кевин Ригби
- Тед Сэлмон
- Уорвик Райт

## Пакистан
Пакистан представляли следующие игроки:
Вратарь
- Салим Шервани

Защитники
- Мунаваруз Заман
- Ахтарул Ислам

Полузащитники
- Саед Анвар
- Ахтар Расул
- Фазалур Рехман
- Риаз Ахмед
- Ифтихар Ахмед Сиед

Нападающие
- Мудассар Асгар
- Ислахуддин Сиддикуи
- Абдул Рашид
- Мухаммад Асад Малик
- Шахназ Шейх
- Захид Шейх
- Джахангир Батт

## Польша
Польшу представляли следующие игроки:
- Збигнев Лой
- Рышард Твардовский
- Стефан Отулаковский
- Збигнев Ющак
- Витольд Зиая
- Станислав Казмерчак
- Ежи Чороба
- Александер Врона
- Генрик Гротовский
- Юзеф Выберальский
- Влодзимеж Матушиньский
- Александр Цёнжиньский
- Марек Крус
- Станислав Каспшик
- Ежи Чайка
- Болеслав Чайньский
- Стефан Вегнерски

## Уганда
Следующие игроки представляли Уганду:
- Элли Китамиреке
- Джозеф Кагиму
- Аджаип Сингх Матхару
- Джордж Мораес
- Герберт Каджумба
- Вилли Лобо
- Джагдиш Сингх Капур
- Упкар Сингх Капур
- Раджиндер Сингх Сандху
- Кулдип Сингх Бхогал
- Аджит Сингх Бхогал
- Малкит Сингх Сонд
- Амарджит Сингх Сандху
- Автар Сингх Бхурджи
- Поликарп Перейра
- Исаак Чирва
- Пол Адига

## ФРГ
Следующие игроки представляли Западную Германию:
Вратари
- Вольфганг Ротт
- Петер Краус

Защитники
- Дитер Фрайзе
- Вольфганг Штрёдтер
- Ульрих Клес
- Михаэль Петер

Полузащитники
- Эдуард Телен
- Фриц Шмидт
- Хорст Дрёзе
- Ули Фос
- Эккардт Зуль

Нападающие
- Карстен Келлер
- Петер Трумп
- Михаэль Краузе
- Райнер Зайферт
- Вольфганг Баумгарт
- Детлеф Киттштайн
- Вернер Кессман

## Франция
Следующие игроки представляли Францию:
- Жан-Поль Сотье
- Жиль Капелле
- Патрик Бертчелл
- Пьер Руссель
- Жорж Корбель
- Шарль Поус
- Марк Шапон
- Кристиан Хоннегер
- Марк Ремиз
- Оливье Моро
- Жорж Грейн
- Фрэнсис Куту
- Эрик Питау
- Ив Ланглуа
- Тьерри Хаве
- Жан-Люк Дарфей
- Ален Тетар